# Tobias Steinhauser
Tobias Steinhauser (Lindenberg im Allgäu, 27 gennaio 1972) è un ex ciclista su strada e dirigente sportivo tedesco, professionista dal 1996 al 2005.
Dotato di buone caratteristiche da cronomen ha ottenuto il suo successo più importante al Tour de Suisse 2002 quando nella cronometro conclusiva riuscì a precedere nell'ordine Bobby Julich, Alex Zülle, Kim Kirchen e Francesco Casagrande.
Fra i suoi migliori piazzamenti figurano i podi al Tour de Luxembourg 1999 ed al Deutschland Tour 2002, per quanto concerne le gare a tappe, ed il quinto posto ai Campionati del mondo di ciclismo su strada del 2000 svoltisi a Plouay.
Sua sorella Sara è sposata con Jan Ullrich ex ciclista tedesco di altissimo livello nonché ex compagno di squadra di Steinhauser tra il 2003 ed il 2005.

## Palmares
- 1994 (Dilettanti)

Campionati tedeschi dilettanti, Prova in linea
3ª tappa Giro di Slovenia (Dol pri Hrastniku > Sveti Jurij na Gorah, cronometro)
6ª tappa Giro di Slovenia (Ajdovščina > Ajdovščina)
8ª tappa Giro di Slovenia (Nova Gorica > Vršič)
Classifica generale Giro di Slovenia
- 1995 (Dilettanti)

4ª tappa Giro delle Regioni (Novi Ligure > Tortona, cronometro)
Classifica generale Giro delle Regioni
- 1997 (Refin, tre vittorie)

1ª tappa Sachsen Tour (Oberwiesenthal > Zschopau)
3ª tappa Sachsen Tour (Freiberg > Meerane)
5ª tappa, 1ª semitappa Sachsen Tour (Kamenz > Kamenz, cronometro)
- 2000 (Gerolsteiner, quattro vittorie)

Grand Prix Brissago - 21º Giro del Lago Maggiore
3ª tappa Rapport Tour (Mossel Bay > Mossel Bay, cronometro)
Classifica generale Rapport Tour
Classifica generale Hessen-Rundfahrt
- 2002 (Gerolstainer, una vittoria)

9ª tappa Tour de Suisse (Lyss > Biel, cronometro)

### Altri successi
- 1994 (Dilettanti)

Campionati tedeschi dilettanti, Cronosquadre (con Michael Rich, Uwe Peschel, Andreas Lebsanft)
Classifica scalatori Giro di Slovenia
Classifica a punti Giro di Slovenia
- 1997 (Refin)

Internationale Radkriterium in Wangen (criterium)
- 2001 (Gerolsteiner)

Internationale Radkriterium in Wangen (criterium)
- 2005 (T-Mobile)

Internationale Radkriterium in Wangen (criterium)

## Piazzamenti

### Grandi giri
- Giro d'Italia

1997: non partito (18ª tappa)
- Tour de France

1996: 113º
2003: ritirato (11ª tappa)
2005: 77º

### Classiche monumento
- Milano-Sanremo

1998: ritirato
- Giro delle Fiandre

1997: ritirato
2001: ritirato
- Parigi-Roubaix

1997: ritirato
- Liegi-Bastogne-Liegi

1997: 110º
1998: 35º
1999: ritirato
2003: ritirato
- Giro di Lombardia

1997: ritirato

### Competizioni mondiali
- Campionati del mondo su strada

Agrigento 1994 - In linea dilettanti: 7º
Duitama 1995 - In linea dilettanti: 32º
San Sebastián 1997 - In linea: ritirato
Plouay 2000 - In linea: 5º